# Linia kolejowa Lukka – Piza
Linia kolejowa Lukka–Piza (wł: Ferrovia Lucca–Pisa) – linia kolejowa, która została zbudowana w 1846 roku pomiędzy toskańskimi Lukką i Pizą. W tym czasie Lukka znajdowała się w Księstwie Lukki, a Piza w Wielkim Księstwie Toskanii, dlatego była to pierwsza na świecie linia międzypaństwowa, ale straciła ten status w roku następnym, kiedy Księstwo Lukki zostało zaanektowane przez Toskanię. Jest w pełni zelektryfikowana napięciem 3000 V prądu stałego. Ruch pasażerski jest obsługiwany przez Trenitalia.